# David Sorbon
David Alfred Sorbon, do roku 1900 Jonsson (21. května 1884 Södertälje – 10. dubna 1946 Stockholm) byl švédský dvorní fotograf.

## Životopis
David Sorbon, stejně jako jeho otec Alfred Jonsson, byl fotografem a jeho fotografické studio provozoval až do roku 1928 v takzvaném Sorbonském domě na Lotsuddenu, mezi kanálem Marenplan a Södertälje, v centru Södertälje. Jméno Sorbon si osvojil v roce 1900.
Sorbon se oženil v roce 1913 s učitelkou gymnastiky Gerdou Lundqvistovou (1887–1979) a spolu měli děti: herečky Marii-Louisu Sorbon (1913–1975), Ully Sorbon (1915–1941), Stiny Sorbon (1918–1996) a Bert Sorbon (1918–1996) 1920–1984) a umělkyni Birgittu Sorbon Malmsten (1923–1973).
David Sorbon je pohřben na severním hřbitově ve Stockholmu.

## Fotografie

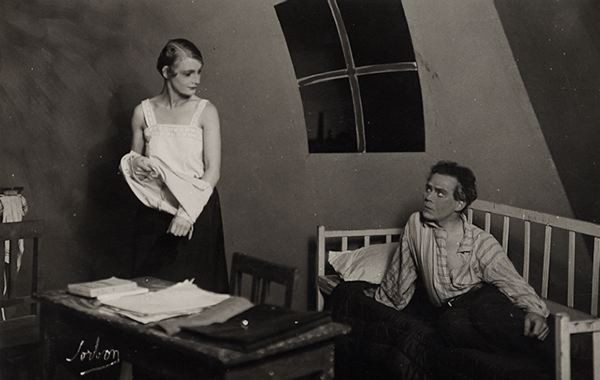
Göta Hoving a Sven Miliander v "Hoppla vi liv!", 1928
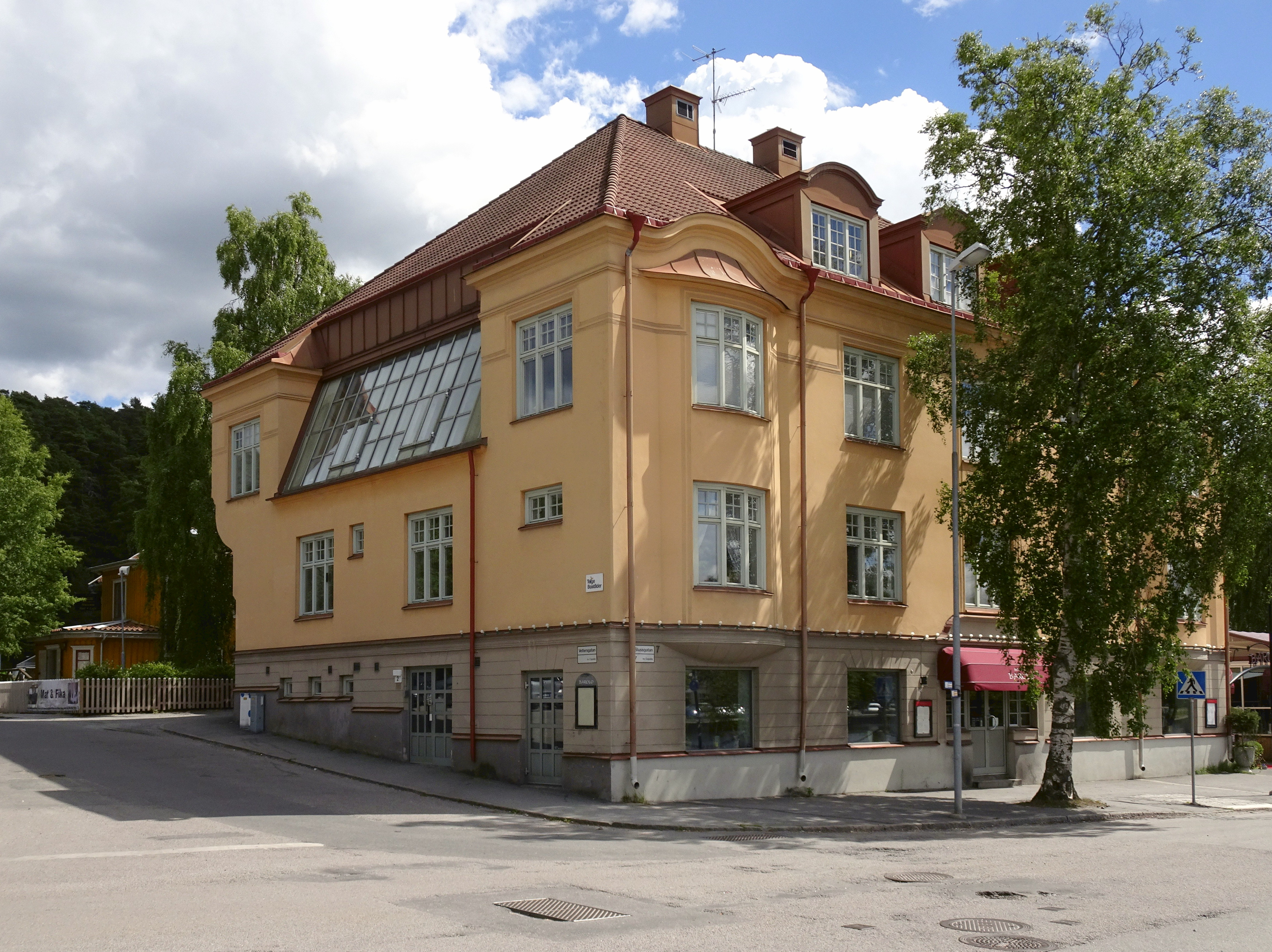
Sorbonův dům v Södertälje na severu je velké studiové okno
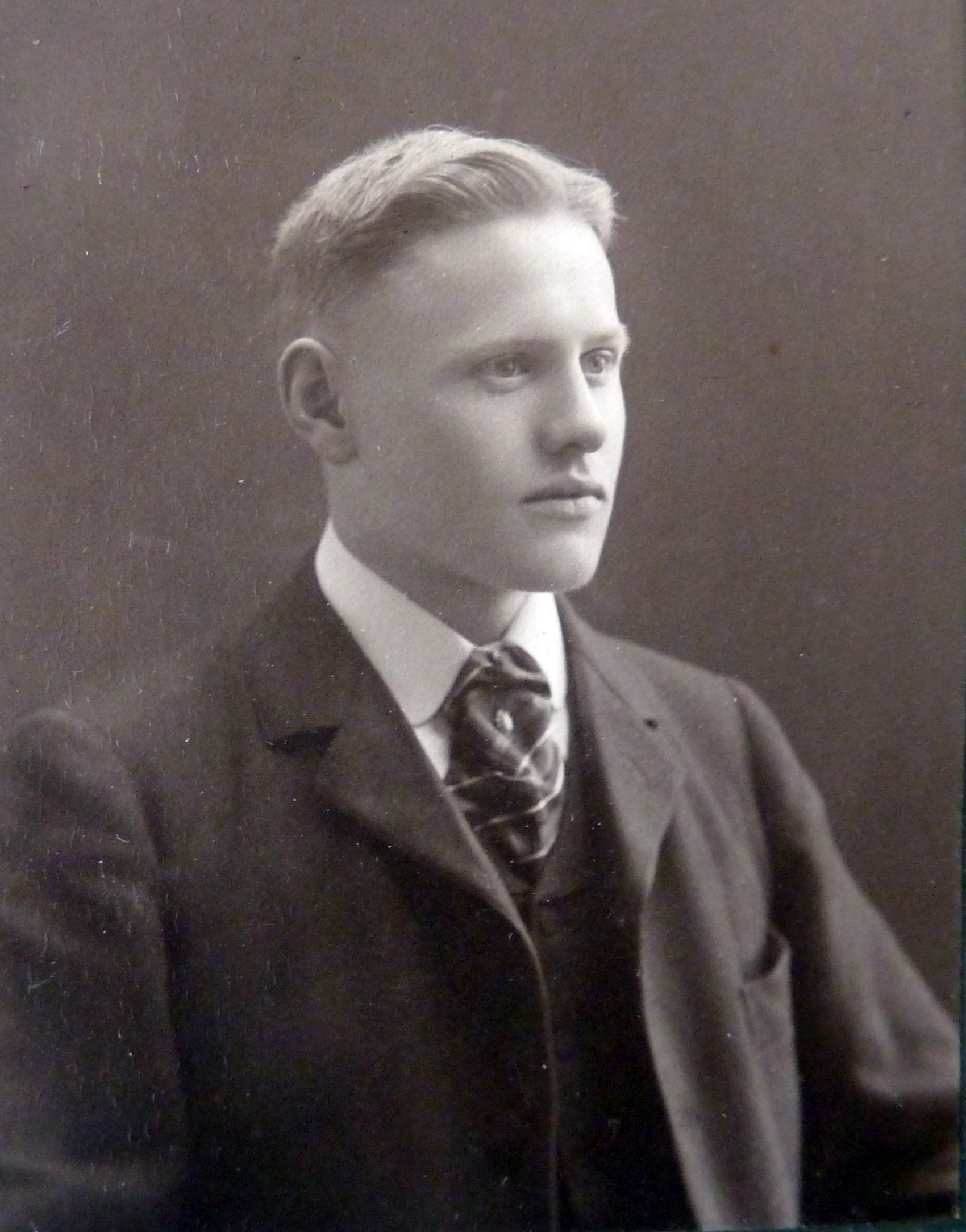
David Sorbon, 1899
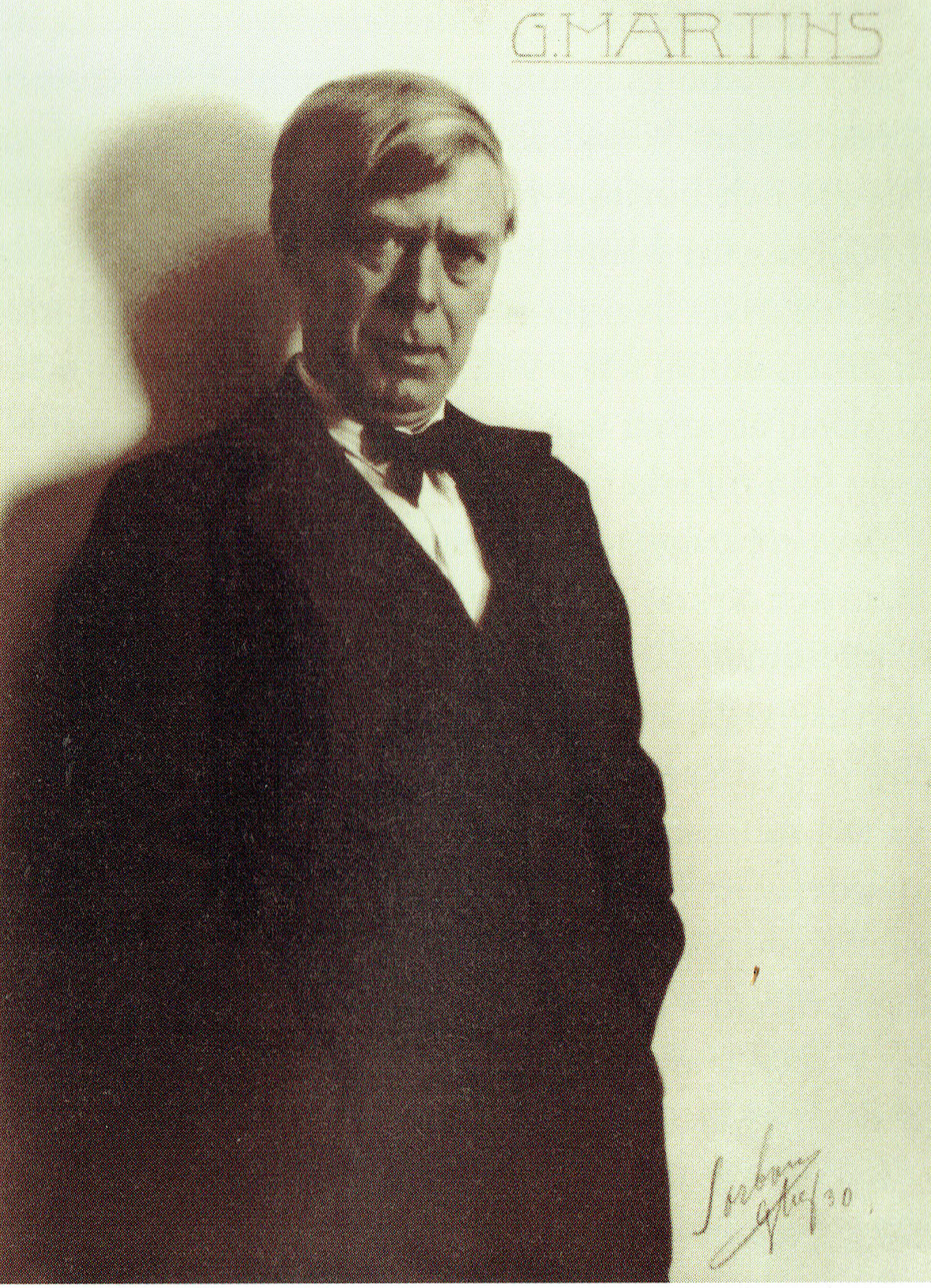
Gideon Martins, 1930
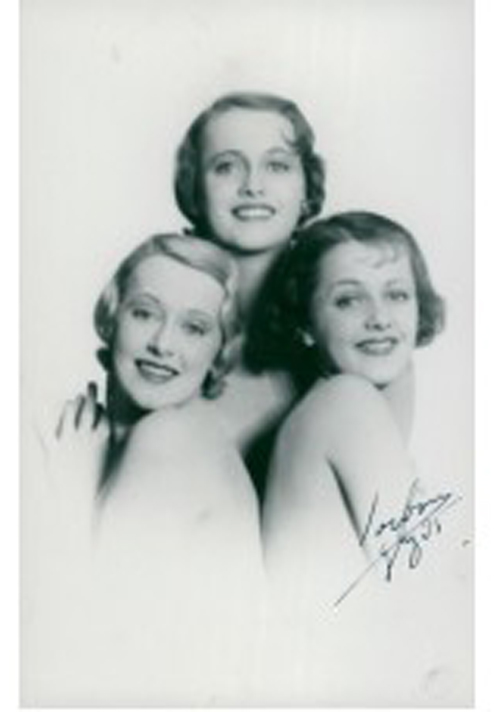
Sestry Sorbonovy